# Jan Trojanowski
Jan Trojanowski herbu Szeliga (zm. przed 24 października 1639 roku) – pisarz ziemski drohicki w 1638 roku, pisarz ziemski mielnicki w latach 1621–1638.

## Życiorys
W 1627 roku jako poseł wyznaczony jako lustrator królewskich dóbr stołowych w Małopolsce.  Poseł na sejm zwyczajny 1629 roku z ziemi mielnickiej. Jako poseł na sejm zwyczajny 1629 roku był delegatem na Trybunał Skarbowy Koronny.
Poseł na sejm koronacyjny 1633 roku.